# V626
V626 eller HD 160342, är en ensam stjärna belägen i den mellersta delen av stjärnbilden Altaret. Den har en genomsnittlig skenbar magnitud av ca 6,35 och är mycket svagt synlig för blotta ögat där ljusföroreningar ej förekommer. Baserat på parallax enligt Gaia Data Release 3 på ca 3,41 mas beräknas den befinna sig på ett avstånd av ca 960 ljusår (ca 293 parsec) från solen. Den rör sig närmare solen med en heliocentrisk radialhastighet av ca -27 km/s.

## Observation

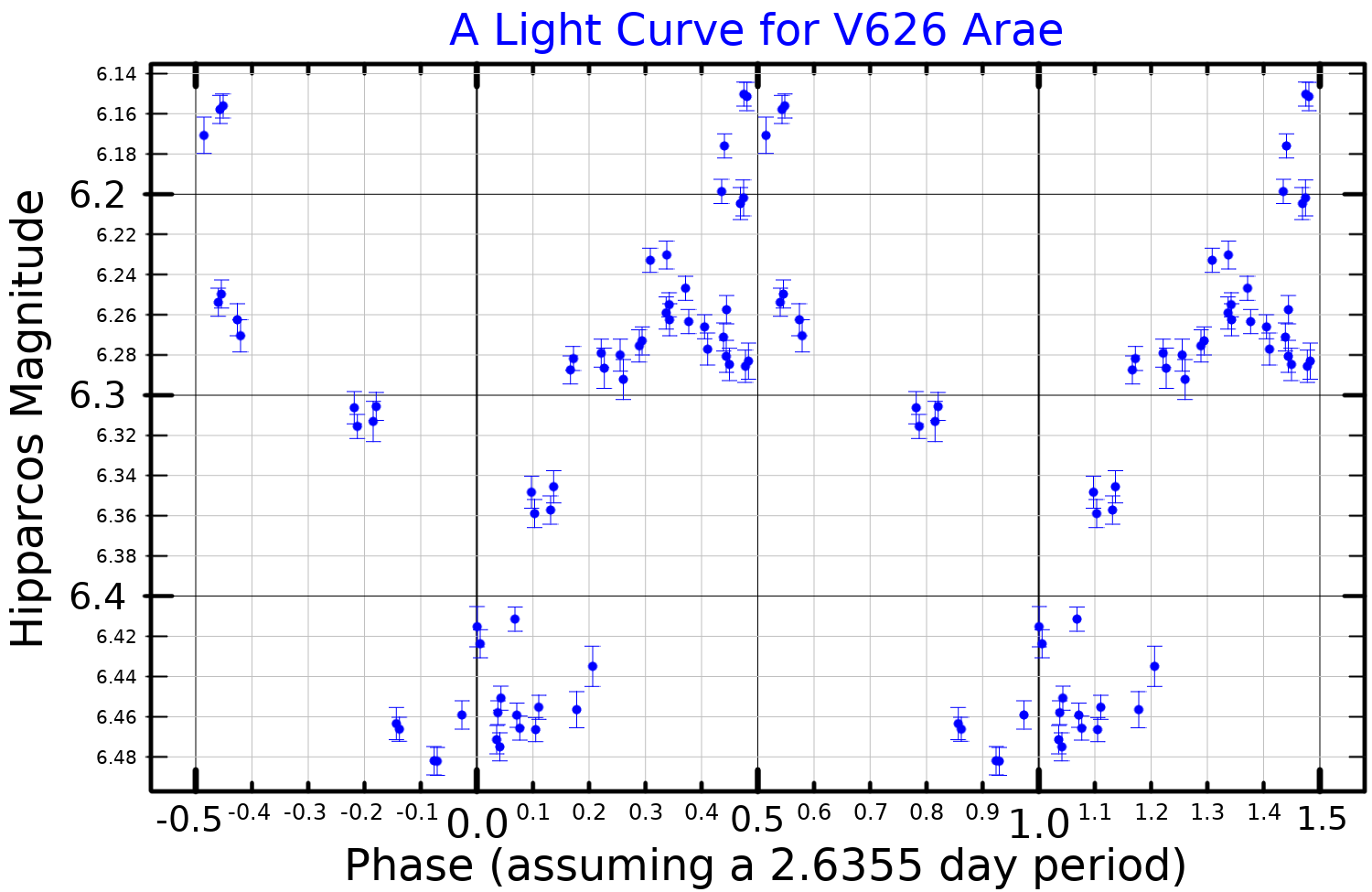
Ljuskurva för V626 Arae, plottad från Hipparcosdata.

År 1971 meddelade P. M. Corben att HD 160342 är en variabel stjärna, en upptäckt som gjordes med hjälp av ett teleskop utrustat med en fotoelektrisk fotometer vid Royal Observatory i Sydafrika. Den fick dess variabelbeteckning, V626 Arae, 1973.

## Egenskaper
V626 är en röd till orange jättestjärna av  spektralklass M3 III på den asymptotiska jättegrenen. Den har en massa av ca 1,1 solmassor, en radie av ca 95 solradier och utsänder energi från dess fotosfär motsvarande ca 2 000 gånger solen vid en effektiv temperatur av ca 3 500 K. Den är en variabel stjärna som klassificeras som en långsam irreguljär variabel även om förändringar i ljusstyrka på 0,1127 magnituder med en takt av 0,37943 cykler per dygn har upptäckts i Hipparcos fotometri.